# Casa Antoni Lleal
La casa Antoni Lleal, coneguda popularment com a can Pepus, és un edifici modernista del barri del Raval de Badalona (Barcelonès), obra de Joan Amigó i Barriga, protegida com a bé cultural d'interès local. Actualment és un centre cívic, propietat de l'Ajuntament de Badalona,

## Descripció
És un edifici amb planta i pis, destacant sobretot per la tribuna angular, coronada per una punxa, que marca l'angle més estret de la plaça de Pep Ventura. Manté alguns anacronismes procedents del modernisme, com l'arc gòtic a la porta d'entrada i la cura d'elements decoratius com la serralleria.
Avui en dia l'edifici es fa servir com el centre cívic Can Pepus.